# Ha! Ha! Ha! (álbum)
Ha! Ha! Ha! es el segundo álbum del grupo británico de new wave Ultravox! Fue grabado y producido en la segunda mitad de 1977, después del fracaso comercial de su álbum debut de comienzos de año. Este fue el último álbum del grupo como Ultravox!, ya que después de su lanzamiento, y de los sencillos del álbum, el signo de admiración sería quitado. Fue producido por Steve Lillywhite en Island Records. También fue el último álbum en que participaría el guitarrista original, Stevie Shears, sacado a comienzos de 1978, por ser considerado un factor límite para el sonido de la banda.

## Contenido

### Versión original

#### Lado A
1. "ROckWrok"
2. "Frozen Ones"
3. "Fear In The Western World"
4. "Distand Smile"

#### Lado B
1. "The Man Who Dies Every Day"
2. "Artificial Life"
3. "While I'm Still Alive"
4. "Hiroshima Mon Amour"

#### Sencillo extra: Quirks
Quirks sólo vino gratis con las copias iniciales del álbum.
1. "Quirks" (cara A)
2. "Modern Love" (en vivo) (cara B)

### Versión CD
1. "ROckWrok" - 3:36
2. "Frozen Ones" - 4:10
3. "Fear In The Western World" - 4:01
4. "Distand Smile" - 5:22
5. "The Man Who Dies Everyday" - 4:13
6. "Artificial Life" - 5:01
7. "While I'm Still Alive" - 3:17
8. "Hiroshima Mon Amour" - 5:14

Canciones extras (reedición, 2006):
1. "Young Savage"
2. "The Man Who Dies Every Day" (remezcla)
3. "Quirks"
4. "The Man Who Dies Every Day" (en vivo en el Huddersfield Polytechnic)
5. "Young Savage" (en vivo en el Marquee)

## Personal

### Banda
- John Foxx: voz.
- Stevie Shears: guitarra.
- Chris Cross: bajo eléctrico y coros.
- Billy Currie: teclado, sintetizador y violín.
- Warren Cann: batería y coros.

### Colaboraciones
- C.C. (Gloria Mundi): saxofón.

### Producción
- Steve Lillywhite.
- Ultravox!

### Ilustraciones
- Dennis Leigh.